# Arfon (distrikt)
Arfon var ett distrikt i grevskapet Gwynedd, i Wales. Detta distrikt hade 56 100 invånare år 1992. Distriktet upprättades den 1 april 1974 genom att boroughs Bangor och Caernarvon, stadsdistriktet Bethesda, landsdistriktet Ogwen slogs ihop med del av landsdistriktet Gwyrfai. Det avskaffades 1 april 1996 och blev en del av Caernarfonshire and Merionethshire.